# عزبة السرو
قرية عزبة السرور هي إحدى القرى التابعة لمركز دمنهور في محافظة البحيرة في جمهورية مصر العربية. حسب إحصاءات سنة 2006، بلغ إجمالي السكان في عزبة السرور 6758 نسمة، منهم 3513 رجل و3245 امرأة.